# Louis-Joseph Gabriel Chénier
Louis-Joseph Gabriel Chénier (París, 14 de setembre de 1800 - Jouy-en-Josas, 1880), fou un literat i jurisconsult francès pertanyent a la (nissaga de literats) dels Chénier, doncs era fill d'en Louis Salvador.
Va ser empleat del Ministeri de la Guerra pel qual va deixar molts escrits com:
- ''Manuel des conseils de guerre (1831);
- Guide des tribunaux militaires (1838);
- La verité zur la famille de Chénier (1844);
- Manuel des parquets militaires (1848);
- Eloge du maréchal Moncey (1848);
- Histoire de la vie militaire, politique et administrative du maréchal Davoust (1866).

També publicà una audició de les Oeuvres poètiques d'André Chénier, amb una noticia biogràfica i notes (1874).